# Ophrys fuciflora gracilis
L'ofride gracile (Ophrys fuciflora subsp. gracilis Buel, O.Danesch & E.Danesch, 1973) è una pianta erbacea spontanea in Italia, appartenente alla famiglia delle Orchidacee.

## Etimologia
L'epiteto sottospecifico (gracilis = gracile) è riferito alle minute dimensioni dei fiori.

## Descrizione
È un'orchidea terrestre.alta da 20 a 30 cm. La forma biologica è geofita bulbosa (G bulb), ossia è una pianta perenne che porta le gemme in posizione sotterranea. Durante la stagione avversa non presenta organi aerei e le gemme si trovano in organi sotterranei chiamati bulbi o tuberi, strutture di riserva che annualmente producono nuovi fusti, foglie e fiori.

### Radici
Le radici sono fascicolate e secondarie da bulbo e consistono in sottili fibre radicali posizionate nella parte superiore dei bulbi.

### Fusto
- Parte ipogea: la parte sotterranea del fusto è composta da due tuberi bulbosi a forma ovoidale, arrotondati e di colore biancastro; il primo svolge delle importanti funzioni di alimentazione, mentre il secondo raccoglie materiali nutritizi di riserva per lo sviluppo della pianta che si formerà nell'anno venturo.
- Parte epigea: la parte aerea del fusto è semplice, eretta e slanciata. Il colore è verde.

### Foglie
Le foglie in parte sono basali (disposte a rosetta) a forma più o meno ovato-lanceolata e in parte sono cauline; queste ultime sono allungate, più strette e amplessicauli. Sulla pagina fogliare sono presenti delle nervature parallele disposte longitudinalmente (foglie di tipo parallelinervie). Il colore delle foglie è verde chiaro.

### Infiorescenza
L'infiorescenza è “indefinita” (senza fiore apicale o politelica) del tipo spiciforme e lassa con pochi e piccoli fiori (massimo 4 fiori; raramente di più). Questi ultimi sono posti alle ascelle di brattee a forma lanceolata e di colore verde chiaro. I fiori inoltre sono resupinati, ruotati sottosopra; in questo caso il labello è volto in basso.

### Fiore
I fiori sono ermafroditi ed irregolarmente zigomorfi, pentaciclici (perigonio a 2 verticilli di tepali, 2 verticilli di stami (di cui uno solo fertile – essendo l'altro atrofizzato), 1 verticillo dello stilo).
- Formula fiorale: per queste piante viene indicata la seguente formula fiorale:

X, P 3+3, [A 1, G (3)], infero, capsula

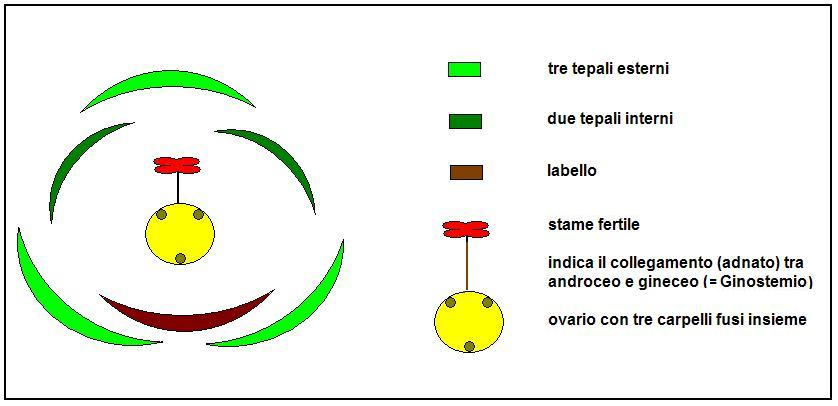
Diagramma fiorale

- Perigonio: il perigonio è composto da 2 verticilli con 3 tepali (o segmenti) ciascuno (3 interni e 3 esterni). I tre segmenti esterni sono patenti a forma ovale-arrotondata con apice ottuso e ripiegati all'indietro. I due tepali interni (il terzo, quello centrale, chiamato labello, è molto diverso da tutti gli altri) sono più piccoli (circa 1/3 di quelli esterni) e più stretti a forma triangolare; sono disposti in modo alterno a quelli esterni e i bordi sono finemente ciliati. Colore dei tepali: da bianco-rosa, a rosa forte con una nervatura centrale longitudinale verde chiaro. Lunghezza dei tepali: 13 – 14 mm.
- Labello: il labello (la parte più vistosa del fiore) si presenta con un portamento pendente. La forma è quadrangolare o trapezoidale con angoli smussati, lievemente convesso. Il colore prevalente è bruno-rossiccio al centro e bruno-nerastro ai bordi; al centro è presente una caratteristica macchia a forma di H grigio-rossiccia, bordata da linee chiare. Tutta la superficie è vellutata, mentre i bordi sono densamente pubescenti. La parte apicale termina con un “apicolo” giallastro, con più denti e revoluto in avanti. Nella parte basale ai due lati sono presenti delle gibbosità glabre appena accennate. Questo labello è privo dello sperone. Dimensione del labello: lunghezza 7 – 11 mm.
- Ginostemio:  lo stame con le rispettive antere (in realtà si tratta di una sola antera fertile biloculare – a due logge) è concresciuto (o adnato) con lo stilo e lo stigma e forma una specie di organo colonnare chiamato "ginostemio"[5]. Quest'organo è posizionato all'interno-centro del fiore ed è terminante con una punta. Alla sua base si trova la “cavità stigmatica” che in questa orchidea è ridotta e scura. Il polline ha una consistenza gelatinosa; e si trova nelle due logge dell'antera, queste sono fornite di una ghiandola vischiosa (chiamata retinacolo). I pollinii sono inseriti su due retinacoli distinti tramite delle caudicole, mentre i retinacoli sono protetti da due borsicole[6].
- Ovario: l'ovario, sessile in posizione infera  è formato da tre carpelli fusi insieme[2].
- Fioritura: da maggio a giugno.

### Frutti
Il frutto è una capsula.  Al suo interno sono contenuti numerosi minutissimi semi piatti. Questi semi sono privi di endosperma e gli embrioni contenuti in essi sono poco differenziati in quanto formati da poche cellule. Queste piante vivono in stretta simbiosi con micorrize endotrofiche, questo significa che i semi possono svilupparsi solamente dopo essere infettati dalle spore di funghi micorrizici (infestazione di ife fungine). Questo meccanismo è necessario in quanto i semi da soli hanno poche sostanze di riserva per una germinazione in proprio.

## Biologia
La riproduzione di questa pianta avviene in due modi: 
- per via sessuata grazie all'impollinazione entomogama:  il probabile insetto impollinatore è l'imenottero Eucera clypeata (Apidae)[8]. Questo fiore è privo di nettare per cui a impollinazione avvenuta l'insetto non ottiene nessuna ricompensa; questa specie può quindi essere classificata tra i “fiori ingannevoli”[9]. La successiva germinazione dei semi è condizionata dalla presenza di funghi specifici (i semi sono privi di albume – vedi sopra). La disseminazione è di tipo anemocora.
- per via vegetativa in quanto uno dei due bulbi possiede la funzione vegetativa per cui può emettere gemme avventizie capaci di generare nuovi individui (l'altro bulbo generalmente è di riserva).

## Distribuzione e habitat
- Geoelemento: il tipo corologico (area di origine) è Tirrenico.
- Distribuzione: in Italia questa orchidea si trova sulla costa tirrenica dal Lazio fino in Calabria. Fuori dall'Italia è presente anche nella Francia meridionale.
- Habitat: l'habitat tipico sono i pascoli aridi e rocciosi e le garighe secche.
- Distribuzione altitudinale: sui rilievi queste piante si possono trovare dai 600 fino a 1000 m s.l.m.; frequentano quindi il piano vegetazionale collinare.

## Tassonomia

### Sinonimi
Questa entità ha avuto nel tempo diverse nomenclature:
- Ophrys elatior Paulus
- Ophrys fuciflora subsp. elatior Gumpr.
- Ophrys fuciflora subsp. elatior (Paulus) R.Engel & P.Quentin
- Ophrys fuciflora subsp. tetraloniae (W.P.Teschner) Faurh.
- Ophrys gracilis (Buel, O.Danesch & E.Danesch) Englmaier, 1984
- Ophrys holoserica subsp. gracilis (Büel, O.Danesch & E.Danesch) O.Danesch & E.Danesch
- Ophrys holoserica subsp. posidonia (P.Delforge) Kreutz
- Ophrys holoserica subsp. tetraloniae (W.P.Teschner) Kreutz
- Ophrys personata P.Delforge
- Ophrys posidonia P.Delforge
- Ophrys tetraloniae W.P.Teschner

## Conservazione
Come tutte le orchidee è una specie protetta e quindi ne è vietata la raccolta e il commercio ai sensi della Convenzione sul commercio internazionale delle specie minacciate di estinzione (CITES).